# Bataille de L'Écluse (1603)
Pour les articles homonymes, voir Bataille de L'Écluse.
Guerre de Quatre-Vingts Ans
Batailles
- Chronologie de la guerre de Quatre-Vingts Ans
- Valenciennes
- Austruweel
- Rheindalen
- Heiligerlee
- Jemmingen
- Jodoigne
- Brielle
- 1er Flessingue
- Malines
- Goes
- Mons
- Haarlem
- 2e Flessingue
- Borsele
- Zuiderzee
- Alkmaar
- Leyde
- Reimerswaal
- Mook
- Lillo
- Zierikzee
- 1er Anvers
- 1er Bréda
- Gembloux
- Rijmenam
- 1er Deventer
- Maastricht
- 2e Bréda
- Açores
- 2e Anvers
- 3e Anvers
- Boksum
- Zutphen
- 1er Berg-op-Zoom
- Gravelines
- 3e Bréda
- 2e Deventer
- Groningue
- Huy
- 1er Groenlo1
- 2e Groenlo
- Turnhout
- Nieuport
- Ostende
- L'Écluse
- 3e Groenlo
- Saint-Vincent
- Gibraltar
- Saint-Vincent (1621)
- 2e Berg-op-Zoom
- 4e Bréda
- 4e Groenlo
- Matanzas
- Bois-le-Duc
- Abrolhos
- Slaak
- Maastricht
- 5e Bréda
- Cabañas
- Calloo
- Les Downs
- Saint-Vincent (1641)
- Hulst
- Cavite

La bataille de L'Écluse a été un combat naval livré le 26 mai 1603 pendant la guerre de Quatre-Vingts Ans en face de la cité de L'Écluse (Sluis en néerlandais) aux Pays-Bas.
La flotte espagnole commandée par Federico Spinola essaya de briser le  blocus de L'Écluse effectué par les bateaux des Provinces-Unies sous commandement de Joos de Moor (en). Après environ deux heures de combat, les bateaux espagnols fortement endommagés sont retournés à L'Écluse. Leur commandant, le capitaine italien Federico Spinola, a été tué au cours de l'action.

## Sources
- (en) Cet article est partiellement ou en totalité issu de l’article de Wikipédia en anglais intitulé « Battle of Sluis (1603) » (voir la liste des auteurs).